# Adsorbent

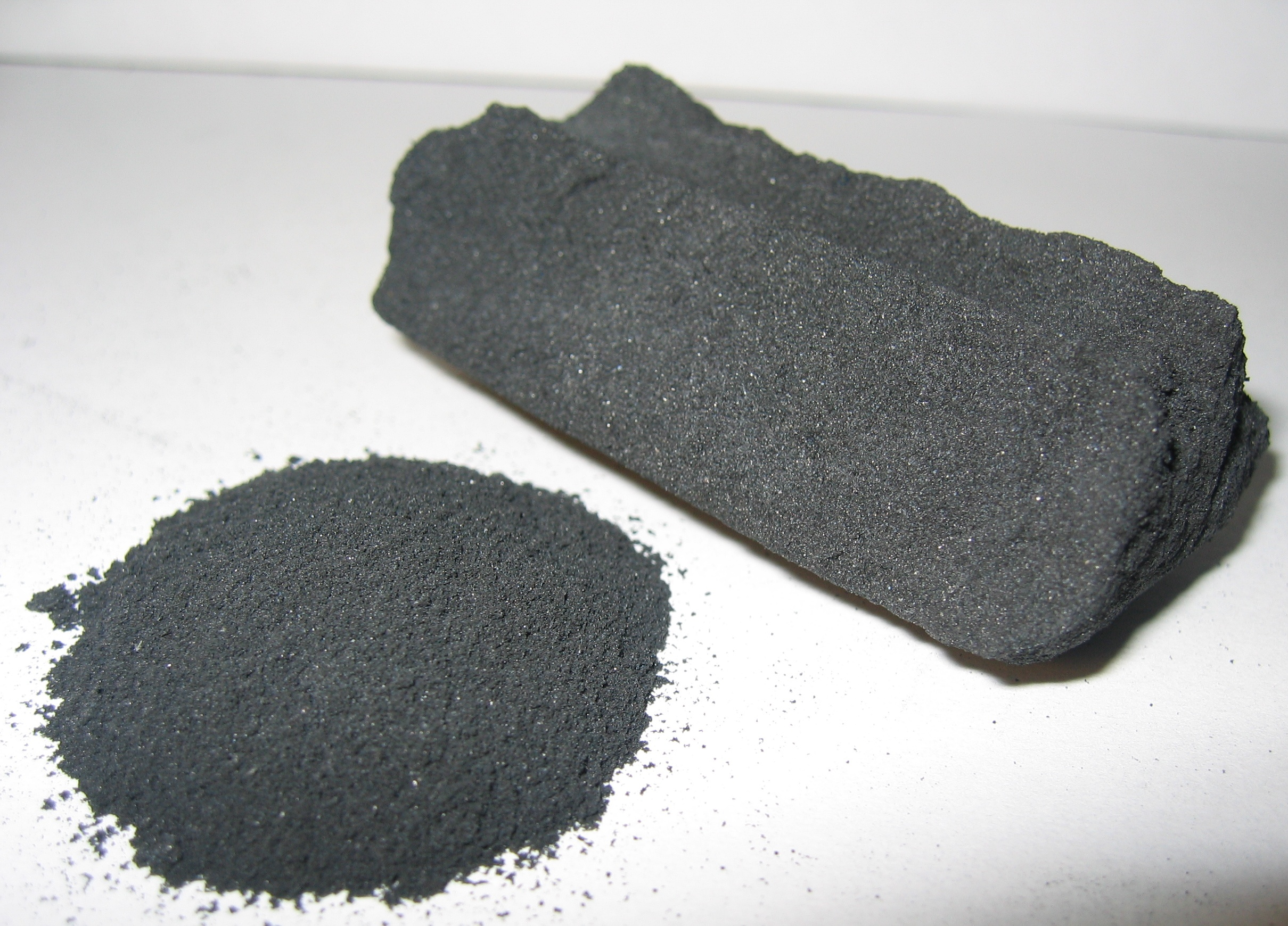
Aktivní uhlí - příklad adsorbentu

Adsorbent je pevná látka, která je schopna vázat různou silou látky z roztoku.
Jako adsorbenty se používají látky anorganické i organické (např. Al2O3, hydroxyapatit, talek, inulin, aktivní uhlí, apod.).
Adsorbenty se využívají hlavně při adsorpční chromatografii.